# Модальник
- Від революції, звичайно, і він почав накидати оком на поміщицькі розлогі ґрунти (Юрій Смолич).
- Кажуть, мудрість приходить з роками (Любомир Дмитерко).
- Почин, кажуть, великий чоловік (Панас Мирний).
- Населення, на диво, зустріло нас привітно (Яків Баш).
- Іншим разом Хаєцький, безперечно, зважив би на Маковейові просьби (Олесь Гончар).
- Та скажіть, прошу вас, варт чи не варт удити коропа (Остап Вишня).
- Нарешті, курячи пилюгою, з’явилися дві машини (Михайло Стельмах).
- Теплий кожух, тільки шкода, не на мене шитий (Тарас Шевченко)

Мода́льник, або мода́льні слова́, (від лат. modalis — «модальний») — частина мови, до якої входять специфічні повноцінні самостійні слова, які виражають суб'єктивну модальність (ставлення мовця до висловлюваної думки), не мають системи словозміни та синтаксичних зв'язків з членами речення, відокремлені від інших у реченні, але пов'язані з ними семантично та інтонаційно.

## Модальник в українській мові

### Історія виникнення модальника

Модальник у посібнику В. О. Горпинича

Ще з початку XVIII ст. мовознавці виділяли в окрему групу слова з модальним відтінком у значенні. У працях Олександра Христофоровича Востокова, Олексія Олександровича Шахматова, Василя Олексійовича Богородицького модальні слова, як правило, розглядаються як прислівники. Пізніше було виявлено незвичність цих прислівників — у реченні вони не пов'язані з іншими словами граматичним зв'язком. Тому Дмитро Миколайович Овсянико-Куликовський називав їх вставними прислівниками, а мовознавець Іван Мєщанинов вказував на їх відмінність і від прислівників, і від слів категорії стану за синтаксичною функцією. Цієї ж думи дотримувався і Олександр Опанасович Потебня, відомий український мовознавець, який наголошував на особливій синтаксичній функції модальних слів.
Лев Володимирович Щерба зі своїми послідовниками (Л. Р. Зіндер, С. І. Бернштейн, М. І. Матусевич) відстоювали думку про те, що не всі слова можуть бути частинами мови. Іншу позицію займав відомий лінгвіст Віктор Володимирович Виноградов, який вважав модальними самостійні, повнозначні, невідмінювані слова, які мають синтаксичну і номінативну функцію. На думку професора Ігора Григоровича Милославського, є чотири групи невідмінюваних слів, які розрізняються синтаксичними функціями, і серед них він наголосив, що модальник не виступає членом речення.
У 90-ті роки XX століття та на початку XXI виразною стає тенденція до відновлення національної ідентичності термінів, зокрема й деяких морфологічних (наприклад, «дієйменник» замість «інфінітив»). У традиційному мовознавстві до десятикомпонентної системи частин мови запропоновано додати ще дві частини мови, на позначення яких пропонуються такі терміни: «станівник» та «модальник». Ці два терміни озвучив у своїх працях відомий професор-лінгвіст Володимир Олександрович Горпинич.

### Загальна характеристика модальника
У сучасній українській морфології розглядають не всі засоби вираження модальності, а ті лексичні одиниці, які виражають тільки модальність і не виконують функцій членів речення. До модальних належать слова очевидно, звичайно, може, дійсно, правда, здається. В окремий клас слів вони виділяються на основі спільності категоріального значення, морфологічної ознаки невідмінюваності та синтаксичних властивостей. Категоріальне значення модальників — ставлення мовця до висловленої думки.

### Розряди модальників
У традиційній граматиці лексико-граматичні розряди слів виділяються на підставі трьох відомих принципів: семантичного, морфологічного і синтаксичного. Поділ на частини мови по суті зводиться до виявлення плану змісту, який складають категоріальні (узагальнені граматичні) значення, і плану вираження, який складають формальні засоби вираження цих значень (форми словозміни, сполучуваність з іншими словами, порядок слів у реченні, інтонація).
Категоріальне значення формується на базі значної кількості модальних значень і відтінків, які поділяються на дві групи:
- модальники зі стверджувальною семантикою: без сумніву, дійсно, звичайно, точно, вірно і под.;
- модальники з гіпотетичною (непередбачуваною) семантикою: здається, очевидно, можливо, напевно..

| розряди реальних і гіпотетичних модальників:                       | Приклади:                                                             |
| ------------------------------------------------------------------ | --------------------------------------------------------------------- |
| слова, що вказують на достовірність висловлювання                  | напевно, очевидно, либонь, певно, можливо, може, мабуть               |
| слова, що вказують на джерело думки чи повідомлення                | кажуть, мовляв, чую, бачу, чутно, по-моєму, на думку, як кажуть       |
| слова, що виражають емоції мовця щодо змісту висловленого          | ясна річ, чого доброго, на щастя, на радість, на диво, шкода          |
| слова, що виражають звертання до співрозмовника                    | погодьтесь, дозвольте, бачите, уявіть собі, зверніть увагу, прошу вас |
| слова, що вказують на чужі думки, висловлювання, стиль і їх оцінку | буквально, так би мовити, так звані                                   |
| слова, що вказують на послідовність, порядок думок                 | по-перше, по-друге, нарешті, і останнє, на закінчення                 |
| слова висновкового характеру                                       | отож, отже, взагалі, словом, значить                                  |

Павло Олександрович Лекант, відомий синтаксист, дає такі лексико-граматичні розряди модальних слів, які встановлені з урахуванням їх семантики та функціонування:
- слова, що вказують на достовірність/недостовірність (безсумнівно, звичайно, ймовірно, мабуть, здається, може бути);
- слова, що зв'язують достовірність інформації з її джерелом (по-моєму, з чуток, як говорять);
- слова, що передають емоційну оцінку до змісту переданої інформації (на щастя, на жаль);
- слова-показники порядку викладу думок у тексті (по-перше, крім того, нарешті);
- слова-узагальнення, -уточнення або -доповнення інформації (отже, словом, зокрема, інакше кажучи);
- слова, що служать для встановлення оптимального мовного контакту оратора зі слухачем (чуєте, уявіть, бачте, знаєте)[6].

### Морфологічні та синтаксичні можливості модальника

Навчальне видання мовознавця Виноградова зі згадками про модальні слова

Модальники невідмінювані слова і словосполучення, що втратили парадигму. Невідмінюваність є їх морфологічною ознакою як частини мови, яка зближує їх із прислівниками та станівниками і протиставляє іменникам і дієсловам. Модальники не є членами речення. Вони в структурі речення синтаксично непов'язані з його членами способами узгодження, керування. У зв'язку з чим часто розглядаються як вставні слова або парантези. Напр.: Я вже тоді, повірте, все це обміркував (Юрій Збанацький); І ось, нарешті, вершина (Олесь Гончар); А читати Тарас, справді, вивчився дуже рано (Оксана Іваненко).
Деякі модальники можуть підкреслювати модальність дієслова. В цих випадках вони логічно виділяють присудок, стоять безпосередньо перед ним й інтонаційно не відокремлюються, і хоч модальники не пов'язані з іншими членами речення засобами типу узгодження та керування, все ж органічно входять у синтаксичну структуру висловлення, напр.: Про це треба обов'язково розповісти; Доручення треба неодмінно виконати.

### Формування модальників
Модальники не мають суфіксальних засобів вираження категоріального значення. Вони є результатом семантичного способу творення.
Модальник як частина мови формується на основі інших частин мови, тобто, по суті, відбувається перехід інших частин мови у модальник (модалізація):
| Модалізуються:                     | Приклади:                                                |
| ---------------------------------- | -------------------------------------------------------- |
| Іменники                           | правда, факт, жаль, страх                                |
| Прийменниково-відмінкові форми     | на жаль, на щастя, на диво, до речі, на радість, на біду |
| Дієслівні форми                    | чуєте, знаєте, кажуть                                    |
| Прислівники                        | неодмінно, обов'язково, дійсно, взагалі                  |
| Слова категорії стану (станівники) | очевидно, зрозуміло                                      |
| Лексикалізовані сполучення слів    | може бути, як кажуть, на превеликий жаль                 |

Межа між модальниками і частинами мови, з яких вони утворилися, дуже нестійка. В одному реченні слово правда — іменник, а в іншому — модальник, напр.: Все одно наша правда зверху (Ю.Яновський); Добра такого там зроду у мене, правда, не було (Тарас Шевченко).

### Стилістичні можливості модальника

Поняття про модальні слова у посібнику «Теоретична морфологія української мови»

Функціональна місткість модальних слів визначається їх здатністю виражати як логіко-смислові, так і емоційно-експресивні відтінки. Використовуючи такі слова, мовець вербалізує свою логічну оцінку достовірності висловлювання. Вона виступає як припущення про відповідність висловленого реальній дійсності або сумнів у цьому і характеризується некатегоричністю, проблематичністю. Вибір мовцем тих чи інших модальних слів залежить від їх здатності до вираження потрібного ступеня впевненості в конкретній ситуації.
Сфера їх застосування широка. Це народно-розмовне, художнє мовлення, публіцистичні тексти. Обмеженим є вживання їх у науковому стилі. Специфіка наукового викладу зумовлює використання модальних слів, позбавлених емоційних відтінків, переважно із значенням упевненого, обґрунтованого припущення. Наприклад: мабуть, очевидно.

## Модальник в інших мовах
В англійській мові виділяють так звані «відокремлені» від інших слова, словосполучення, типу honestly (чесно кажучи), clearly (очевидно), fortunately (на щастя), in my opinion (на мій погляд) і подібні. Наприклад: Honestly, I didn't do it (Чесно кажучи, я цього не робив); Clearly, the mail did not come today due to it being a national holiday (Очевидно, що пошта не прийшла через те, що сьогодні національне свято).
У французькій мові так само є слова, які відносять до різних класів слів (прислівники, прикметники, дієслова), що проявляють суб'єктивність. Наприклад: sans doute (ймовірно), peut-être (може), certainement (звичайно), semblait (здавалося).
В румунській мові є подібні слова-модалізатори, які дозволяють мовцеві висловити своє бачення, ставлення до висловлюваної думки. Наприклад: desigur (звичайно), fără îndoială (без сумніву), cu adevărat (насправді).

## Інтернет-джерела
- Модальні слова в українській мові [Архівовано 24 лютого 2012 у Wayback Machine.]
- Модальні слова в англійській мові [Архівовано 7 березня 2014 у Wayback Machine.]
- Семантико-стилістичні функції модальних слів [Архівовано 7 березня 2014 у Wayback Machine.]
- Модальність як логіко-філософська та лінгвістична категорія
- Модальні слова в румунській мові
- Модальні слова в англійській мові
- Модальні слова у французькій мові